# Xu Zizhi Tongjian Changbian
El  Xu Zizhi Tongjian Changbian es una colección histórica sobre el mundo chino.
Su autor fue Li Tao (1115-1184). Fue publicado en el trascurso del siglo XII y cubre el período de la dinastía de Song del norte (960-1127).
El Xu Zizhi Tongjian Changbian  forma parte de todo un conjunto de compilaciones históricas inspiradas en una obra, el Zizhi Tongjian, escrito por los historiadores chinos Sima Tan y su hijo Sima Qian, que cubre el periodo entre el -430 y el 959, es decir desde los Reinos combatientes hasta el periodo de las Cinco Dinastías. Estos dos autores un estilo tipo en sus obras, las dividieron en más partes, escindidas en más volúmenes (juan). La primera parte trata de las biografías de los diferentes emperadores habidos durante la época cubierta por el documento, así como los acontecimientos políticos y naturales que marcaron su reinado (guerras, tempestades, terremotos, etc.). Una segunda parte trata las biografías de las personalidades importantes de la época.
El conjunto de documentos inspirados en Zizhi Tongjian tienen un nombre y referente. Así, el Xu Zizhi Tongjian Changbian significa " largo esbozo de la continuación de Zizhi Tongjian", el término Zizhi Tongjian se puede traducir más o menos como " espejo muy completo destinado a ayudar a los gobernantes". Este título explica la función real de la obra, destinada a servir a los futuros dirigentes del imperio y presentándoles los errores del pasado que no hay que cometer y la sabiduría de los dirigentes de las épocas antiguas